# Selznick International Pictures
Pour les articles homonymes, voir Selznick.
Selznick International Pictures est un studio de production de films à Hollywood créé en 1935 par David O. Selznick et dissout en 1943. 
Ce studio a produit notamment Autant en emporte le vent, le « film aux huit Oscars », qui, après correction de l'inflation, est considéré comme le plus gros succès de l'histoire du cinéma avec 1 250 000 000 de dollars américains de recettes.

## Origine
Le studio fut créé en  1935 par le producteur David O. Selznick et l'investisseur John Hay Whitney après que Selznick quitta Metro-Goldwyn-Mayer et loua une section de la RKO Pictures se trouvant à Culver City, California. Le studio lui-même fut construit pour Pathé en 1919.
Selznick rassembla pour commencer 400 000 $ à Los Angeles, dont la moitié provenait de son frère Myron Selznick, un agent d'Hollywood, et l'autre moitié du chef de la production MGM, Irving Thalberg et de sa femme actrice Norma Shearer. Il rajouta à cette somme 300 000 $ supplémentaires prêtés par de « petits » investisseurs new-yorkais, puis les 2 400 000 $ grâce à Jock Whitney et sa famille. Whitney devint président du conseil et Selznick président tout court de la compagnie ainsi créée.
Whitney et son cousin Cornelius Vanderbilt Whitney possédaient également Pioneer Pictures, un studio indépendant qu'ils formèrent en 1933 avec un équipement aux studios de la RKO. Pioneer fusionna avec Selznick International Pictures en 1936. Selznick International assura dans le contrat de Pioneer de produire au moins six films utilisant la nouvelle technique « tout en couleurs » de Technicolor, dont Whitney possédait une part de 15 %.

## Rapide réputation de qualité
Selznick chercha à produire quelques films chaque année, objectif qu'il espérait lui permettre de rester exigeant et prudent dans l'objectif de créer les meilleurs films possibles. Il dit au conseil de sa compagnie en 1936 : « Il n'y a que deux sortes de produits rentables dans le cinéma, soit les films très bon marché, soit les films très chers ». Selznick croyait qu'« il n'y a pas d'autre solution pour nous que d'essayer de rivaliser avec ce qui se fait de mieux ».
Bien que Selznick prévoyait six à huit productions de film par an, en réalité le studio n'en voyait sortir qu'un ou deux par an, cela dû à la grande méticulosité d'écriture et d'édition de Selznick. Malgré sa courte durée, la Selznick International Pictures produisit deux films ayant remporté l'Oscar du meilleur film : Autant en emporte le vent (1939) et Rebecca (1940), ainsi que deux nommés, Une étoile est née (1937) et La Maison du docteur Edwardes (1945).
Depuis 1940, Selznick International Pictures était un des studios de cinéma les plus rentables, mais ne possédait pas de studio principal dans lequel il aurait pu réinvestir ses profits, et Selznick fit face à d'immenses problèmes d'impôts. Cette année, afin de faire baisser leurs impôts, lui et d'autres propriétaires signèrent un arrangement avec l'Internal Revenue Service afin de vendre Selznick International avant trois ans, ce qu'ils firent en divisant et se vendant l'un l'autre les capitaux de la compagnie. Jock Whitney et sa sœur Joan Whitney Payson achetèrent Autant en emporte le vent, ce qui permit à Metro-Goldwyn-Mayer de faire d'immenses profits en  1944,.
À l'heure de la dissolution finale en  1943, trois films étaient en pré-production, ils furent réalisés en 1944 et 1945.
Afin d'accomplir son accord envers United Artists qui consistait à faire deux films supplémentaires, Selznick créa la David O. Selznick Productions en  1940 dans le même studio. La nouvelle compagnie reprit les contrats de l'ancienne concernant les acteurs et directeurs.

## Vanguard Films et Selznick Releasing Organization
Après la dissolution de Selznick International, Selznick créa Vanguard Films, Inc en  1943 et Selznick Releasing Organization en 1946,. Vanguard fut créé pour continuer ses productions, alors que Selznick Releasing eut pour but de distribuer les productions de Vanguard. Au départ Vanguard produisit avec l'aide d'United Artists, dont Vanguard possédait un tiers des actions. Tout comme pour Selznick International, Vanguard siégeait dans les studios de la RKO.

## Vente des droits
Les droits de Selznick furent peu à peu dispersés, comme indiqué dans le calendrier suivant.
- 1943 : Jock Whitney vendit à Film Classics, Inc. les droits de A Star Is Born and Nothing Sacred (tous deux sont à présent possédés par Pioneer Pictures), ainsi que les productions de Selznick International Little Lord Fauntleroy, Made for Each Other, The Young in Heart[10]. Whitney vendit également les films de Pioneer Pictures Becky Sharp and Dancing Pirate à Film Classics.

- 1947 : Cinecolor Corporation acheta Film Classics, Inc.[11].

- 1949 : Cinecolor Corp. revendit la compagnie aux agents de Film Classics[12].

- 1950 : Film Classics fusionna avec Eagle-Lion Films pour former Eagle Lion Classics[13].

- 1951 : Lorsque Eagle Lion Classics s'effondra, United Artists la racheta[14].

David O. Selznick conserva la propriété de The Garden of Allah, The Prisoner of Zenda, The Adventures of Tom Sawyer, Intermezzo, et Rebecca après la liquidation de Selznick International Pictures,. La majorité des films de Selznick sont à présent détenus par l'ABC (via Walt Disney Studios Distribution). La seule exception est celle d'  Autant en emporte le vent, que Jock Whitney et sa sœur vendirent à la  MGM en  1944, qui fut subséquemment acheté par la Warner Bros. (par sa Turner Entertainment division). Les films A Star Is Born, Nothing Sacred, et Made for Each Other sont maintenant dans le domaine public aux États-Unis, et les enregistrements originaux de ces trois derniers appartiennent à Disney. et celui du premier à la Warner Bros. 
Dossiers et autres reliques du studio font à présent partie de la David O. Selznick Collection dans le centre des recherches en sciences humaines Harry Ransom dans l'Université du Texas à Austin.

## Filmographie
- Le Petit Lord Fauntleroy
- Le Jardin d'Allah (The Garden Of Allah)
- Une étoile est née (A Star Is Born)
- Le Prisonnier de Zenda (The Prisoner Of Zenda)
- La Joyeuse Suicidée (Nothing Sacred)
- Les Aventures de Tom Sawyer
- La Famille sans-souci (The Young In Hearth)
- Le Lien sacré (Made For Each Other)
- Intermezzo
- Autant en emporte le vent (Gone With The Wind)
- Rebecca
- Étranges Vacances (I'll Be Seing You)
- Depuis ton départ (Since You Went Away)
- La Maison du docteur Edwardes (Spellbound)